# Katastrofa lotnicza pod Tuszynem
Katastrofa lotnicza pod Tuszynem – wypadek lotniczy samolotu Polskich Linii Lotniczych LOT Lisunow Li-2 o znakach SP-LKA odbywającego 15 listopada 1951 roku lot na trasie Szczecin–Kraków z międzylądowaniami w Poznaniu i Łodzi. Rozbił się niedługo po starcie z łódzkiego lotniska.
Do katastrofy doszło niedaleko miejscowości Tuszyn, w powiecie łódzkim (w rejonie wsi Górki Duże), przy niskim pułapie chmur i słabej widoczności. Bezpośrednią przyczyną katastrofy było zaczepienie samolotu o linię wysokiego napięcia, co spowodowało jego upadek na ziemię i pożar. W katastrofie zginęli wszyscy będący na pokładzie – 16 osób, w tym czterech członków załogi. Kapitanem na pokładzie samolotu był Marian Buczkowski, ojciec aktora Zbigniewa Buczkowskiego. Była to pierwsza katastrofa samolotu PLL LOT po II wojnie światowej.
Według oficjalnych informacji przyczyną katastrofy były złe warunki atmosferyczne oraz błąd pilota w wyborze wysokości lotu.
Według innej wersji (potwierdzonej przez naocznego świadka zdarzenia) po wylądowaniu w Łodzi Buczkowski zgłosił awarię silnika i odmówił kolejnego lotu, jednakże został zmuszony do startu groźbą użycia broni przez funkcjonariusza UB. Krótko po starcie jeden z silników odmówił posłuszeństwa, w wyniku czego samolot utracił siłę nośną i na niskim pułapie zawadził o linię wysokiego napięcia, a następnie spadł na pole.
27 listopada 2010 roku w Tuszynie odsłonięto obelisk upamiętniający katastrofę z napisem: Pamięci kpt. Mariana Buczkowskiego, 4 członków załogi oraz 12 pasażerów samolotu Polskich Linii Lotniczych LOT, którzy zginęli w tym miejscu w dniu 15 listopada 1951 roku. W uroczystości uczestniczyli m.in. przedstawiciele PLL LOT, a także synowie pilota – aktor Zbigniew Buczkowski oraz jego dwaj bracia: Waldemar i Marian.